# 奧爾森山
53°1′S 73°20′E / 53.017°S 73.333°E
奧爾森山（英語：Mount Olsen），是南極洲的山峰，位於澳大利亞海外領地赫德島西北部，處於海特峰以東0.4公里，海拔高度635米，在1860年由美國的捕海豹船長劃入地圖。